# Seubersdorf in der Oberpfalz
Seubersdorf in der Oberpfalz er en kommune i Landkreis Neumarkt in der Oberpfalz i Oberpfalz i den tyske delstat Bayern.

## Geografi
Kommunen ligger på en højderyg midt i Fränkische Alb mellem floderne Schwarze Laber og Weiße Laber. Ved landsbyen Wissing har Wissinger Laber sit udspring.

### Inddeling
| - Seubersdorf - Batzhausen med bebyggelserne Waldhausen, Klingelmühle og Frischgrün - Eichenhofen med bebyggelserne Gastelshof og Haag - Daßwang med bebyggelserne Winn og Willmannsdorf - Ittelhofen med bebyggelserne Waldkirchen og Riedhof - Freihausen - Schnufenhofen - Wissing med bebyggelsen Wachtelhof - Krappenhofen |

- Wikimedia Commons har flere filer relateret til Seubersdorf in der Oberpfalz